# Bisca
A Bisca é um jogo de cartas de origem portuguesa, jogado com o baralho francês, espanhol ou italiano, com objetivo de acumular mais pontos que o adversário, conforme as cartas que são pescadas e descartadas.
Do baralho francês remove-se as cartas 8, 9 e 10, como forma de obter as 40 cartas necessárias para jogar. Existem variações regionais de pontuação. Na bisca capixaba os Reis equivalem aos Reis do baralho italiano, os Valetes equivalem aos Cavaleiros e as Damas equivalem aos Infantes. É utilizado o Sete (chamado de bisca ou manilha) no lugar do Três da Bríscola.
No Rio Grande do Sul, por exemplo, a pontuação é contada de forma diversa, se utilizada a mesma equiparação com o baralho francês. Considera-se o valete equivalente ao sota e a dama equivalente ao cavalo. O sota/infante vale 2 pontos, o cavalo/ cavaleiro vale 3 e o rei vale 4. Na sequência, as cartas 3 de cada naipe valem 10 (considerando as cartas 7) e os ases valem 11 pontos. Pegando o trunfo copas como exemplo, no qual as maiores cartas são o Ás e o 7, podemos ter uma jogada que acaba o jogo imediatamente, o chamado "réle", que é simplesmente a jogada do Ás de copas em cima do 7 de copas, assim acabando o jogo na hora.
Variantes desse jogo são a Sueca (baseada na Bríscola com quatro jogadores, com o mesmo ranking de cartas da Bisca) e a Sueca Italiana

## Estrutura do jogo
Após um dos jogadores embaralhar e outro cortar, uma carta é retirada do baralho e seu naipe determinará o trunfo (ou bisca). Trunfo é o naipe que vai predominar sobre os outros naipes, quando as cartas dascartadas forem recolhidas.
Durante o jogo, a carta-trunfo fica embaixo do baralho, mas de maneira visível. Essa carta pode ser trocada pelo "2", do mesmo naipe,desde que, esteja presente no primeiro descarte do jogo.
São distribuídas três cartas para cada jogador.
O jogador que cortou o baralho começa descartando uma carta, das três que recebeu no início do jogo. Em seguida o adversário descarta uma de suas cartas, que vai determinar se ele pega ou entrega as cartas da mesa, baseando-se nos seguintes critérios:
- Se as cartas são do mesmo naipe, a carta de maior valor (ou maior número para cartas sem valor de contagem) vence, e quem a jogou leva as cartas da mesa;
- Se as cartas são de naipes diferentes e não há um "trunfo" entre elas, quem jogou a  primeira carta leva as cartas da mesa;
- Se as cartas são de naipes diferentes e há um "trunfo" entre elas, quem jogou o trunfo leva as cartas da mesa;
- Se as todas as cartas são trunfos, a decisão é como o primeiro critério.

Após serem recolhidas as cartas (cada jogador tem 2 cartas na mão, nesse momento), os jogadores pegam uma nova carta no baralho (primeiro o jogador que levou as cartas da mesa) e isso se repete até que se terminem as cartas do baralho.
Ao final do jogo, contam-se os pontos somando-se as cartas obtidas. Como a pontuação máxima é 120 pontos, um jogador que acumular 61 ou mais pontos  antes do jogo terminar já é o vencedor e ganha 1 ponto na partida. A contagem é baseada no valor das cartas, que é crescente: Q (Dama), J (Valete), K (Rei), 7, A (Ás), que valem, respectivamente, 2, 3, 4, 10 e 11 pontos. As cartas de 2 a 6 valem zero pontos.
A bisca pode ser jogada em duplas, onde cada jogador fica de frente para o seu par. No jogo de duplas, é comum que cada jogador mostre suas cartas ao parceiro na primeira e última rodada

### Valores das cartas
| Cartas | Nome Valor             |
| ------ | ---------------------- |
|        | Ás 11 Pontos           |
|        | 7 10 Pontos            |
|        | Rei 4 Pontos           |
|        | Valete 3 Pontos        |
|        | Dama 2 Pontos          |
|        | Demais cartas 0 Pontos |

## Bisca Capixaba
A Bisca jogada no Espírito Santo é uma variação com diversas regras e adições de pontuação extra, sendo o primeiro deles referentes ao dono do baralho, este é quem dita as regras.
Cada partida de Bisca Capixaba é formada por 4 pontos, sendo feito quantos jogos for necessário para fechar os 4 pontos, a cada vitória é concedido 1 ponto para o time vencedor, sendo que pode-se ganhar pontos extras com certas condições que deixam o jogo mais estratégico:
- Capote: Se um time fizer menos de 31 pontos, diz-se que eles tomaram Capote, e o time vencedor ganha dois pontos ao invés de um, se for copas, ganha três pontos.
- 120: Se um time fizer 120 pontos, ganha-se 2, 3 ou 4 pontos dependendo do tipo de regra que se está jogando, porém 4 pontos (fecha a partida) é o mais indicado.
- Heley (lê-se "Rélêi"): O Heley é quando o Ás de trunfo é jogado após o 7 de trunfo na mesma rodada, adicionando 1 ponto para a dupla que realizou o Heley. Se o naipe for copas, então é "Heley de Copas" que adiciona 2 pontos. Se o Heley for de fundo vale 2 pontos, e se o naipe for copas vale o dobro.
- Heley de Parceiros: O Heley entre parceiros é considerado quando o Ás e jogado sobre a 7 do próprio companheiro(a) de dupla. Vale 2 pontos ou 3 se for de copas para a dupla adversária.

A última rodada é automática por se tratar de uma carta na mão. Caso o companheiro desça em segundo com 7 do trunfo, o Às do companheiro não se aplica em cima.
- Heley de Roda: O Heley de Roda é considerado quando o Ás é jogado após a 7, sendo a 7 a primeira carta jogada na rodada e o Ás a quarta. Vale 2 pontos ou 3 se for de copas para a dupla adversária.
- 61: Se um time obtiver 61 pontos, automaticamente ele ganha 1 ponto, se for copas, 2 pontos.
- Copas: A pessoa que vai cortar o baralho pode bater em cima do mesmo e automaticamente o naipe ser Copas, pois como Copas valem 2 pontos na maioria das pontuações extras, o time que está perdendo faz isso para tentar virar o jogo.
- Rodar o 7: Se o primeiro jogador da primeira rodada jogar o 7 de trunfo e ele não for encartado pelo Ás, o time ganha 1 ponto extra, se for Copas, ganha 2.
- Trunfo: A carta tirada para ficar no fim do baralho para ser o trunfo não poderá ser Bisca (7 ou Ás).

## Bisca Simples, ou Bisca Mineira
A Bisca Simples, ou Bisca Mineira, é uma variação da Bisca Capixaba jogada em algumas regiões do Brasil. Ocorrem poucas variações, porém são decisivas para o jogo, pois:
- Não há Heley de Parceiros, quando seu parceiro está com o Ás, por exemplo você não poderá efetuar o Heley.
- As Quedas são divididas em quatro Tentos. Quem ganhar os quatro Tentos, automaticamente ganha duas rodadas.
- Se estiverem ocorrendo apostas, o ganhador deve ganhar o valor de duas rodadas.